# Noel Brown
Pour les articles homonymes, voir Brown.
Noel Brown, né le 21 mars 1926 à Stamford et mort le 11 avril 2021, est un joueur de tennis américain.

## Palmarès
- Masters de Cincinnati :
  - Vainqueur en 1952

- Masters du Canada :
  - Vainqueur en 1956